# Glenfrome Engineering
Glenfrome Engineering war ein britischer Hersteller von Automobilen.

## Unternehmensgeschichte
Ken Evans und Vivian Hunt gründeten 1975 das Unternehmen in Bristol. Im gleichen Jahr präsentierten sie zum ersten Mal ein Automobil. Der Markenname lautete Glenfrome. 1977 begann die Serienproduktion. 1986 wurde das Unternehmen aufgelöst.
Elektiar aus London setzte die Produktion noch bis 1988 fort und verwendete den gleichen Markennamen. Insgesamt entstanden mehr als 23 Fahrzeuge.

## Fahrzeuge
Das erste Modell Delta von 1975 blieb ein Prototyp. Dies war ein Coupé. Ein Vierzylindermotor vom Triumph Dolomite Sprint war in Mittelmotorbauweise hinter den Sitzen montiert.
Der Facet entstand zwischen 1981 und 1985. Dies war ein allradgetriebener Geländewagen auf Basis des Range Rover mit einer Coupé-Karosserie. Die Fahrzeuge waren mit Klimaanlage ausgestattet. Ein Großteil der 23 hergestellten Fahrzeuge wurde in arabische Staaten verkauft.
Der Nachfolger Profile erschien 1985 und war nur wenig verändert.
In der Hauptsache war das Unternehmen mit dem Umbau von Range Rover beschäftigt. Im Angebot standen sechsrädrige Versionen und Cabriolets.